# Societat Cultural i Esportiva Independent (Camp Redó)
La Societat Cultural i Esportiva Independent (SCE Independent i popularment, Inde) és un club de futbol de Palma (Mallorca, Illes Balears). Està ubicat en el barri del Camp Redó de la ciutat, va ser fundat l'any 1965 i és un dels clubs més antics de la ciutat.
El primer equip masculí juga a la Primera Regional de Mallorca, sisena categoria del futbol espanyol. El primer equip femení compit a la Lliga Autonòmica balear, tercer nivell del futbol femení espanyol.

## Història
Els seus orígens es remunten a la fundació del Club Esportiu Nidda l'any 1965. Inicialment el club va adoptar el nom del seu local social: el Bar Nidda, situat a la mateixa barriada. El 1967 el club va refundar-se i va adoptar el seu nom actual.
Des dels seus inicis ha jugat en categories regionals de Mallorca i gradualment va anar ascendint de categoria. Durant els seus primers anys de vida va competir alternativament en Primera regional (per no baixar) o en Segona regional. A mitjans dels anys 90 va fer un salt qualitatiu i va arribar fins a la Regional Preferent, malgrat també com a equip ascensor entre aquesta i la Primera regional.
A finals de la primera dècada del segle XXI va viure els seus millors anys. La temporada 2008-09 va disputar les eliminatòries d'ascens a la Tercera divisió i va aconseguir l'ascens, però la seva singladura la temporada 2009-10 no va ser bona i va perdre la categoria aquella mateixa temporada. Va tornar a ser un assidu de la Regional Preferent, tot i baixar a Primera regional per la temporada 2015-16, en bona part per culpa del mal estat del seu terreny de joc. Tot i això va recuperar la categoria l'any següent.

## Estadi
Des dels inicis ha jugat els seus partits en el camp de L'Antoniana, el terreny de joc més antic de la ciutat (inaugurat l'any 1935). Durant uns anys va ser l'únic camp de terra que quedava a la ciutat, a més de trobar-se en mal estat, la qual cosa va repercutir en els resultats de l'entitat.
Després d'anys d'espera, durant el mes de maig de 2017 es varen dur a terme les obres de reforma per instal·lar-hi gespa artificial. El 19 de juny del mateix any varen inaugurar-se les noves instal·lacions.

## Classificacions en Lliga
Comptant la temporada 2018-19 el club ha jugat un total de 54 temporades de lliga i ha aconseguit els següents resultats:
| - 1965-66: Lliga d'Adherits (2n) - 1966-67: 2a Regional (8è) - 1967-68: 2a Regional, Gr. C (5è) - 1968-69: 1a Regional (14è) - 1969-70: 1a Regional (4è) - 1970-71: 1a Regional (10è) - 1971-72: 1a Regional, Gr. B (14è) - 1972-73: 1a Regional (16è) - 1973-74: 2a Regional (13è) - 1974-75: 2a Regional (9è) - 1975-76: 2a Regional (14è) - 1976-77: 2a Regional (7è) - 1977-78: 2a Regional (3r) - 1978-79: 1a Regional (12è) | - 1979-80: 1a Regional (12è) - 1980-81: 1a Regional (14è) - 1981-82: 1a Regional (14è) - 1982-83: 1a Regional (9è) - 1983-84: 1a Regional (8è) - 1984-85: 1a Regional (3r) - 1985-86: Reg. Preferent (18è) - 1986-87: 1a Regional (14è) - 1987-88: 1a Regional (11è) - 1988-89: 1a Regional (7è) - 1989-90: 1a Regional (11è) - 1990-91: 1a Regional (8è) - 1991-92: 1a Regional (5è) - 1992-93: 1a Regional (7è) | - 1993-94: 1a Regional (3r) - 1994-95: Reg. Preferent (16è) - 1995-96: Reg. Preferent (20è) - 1996-97: 1a Regional (11è) - 1997-98: 1a Regional (2n) - 1998-99: Reg. Preferent (17è) - 1999-00: Reg. Preferent (19è) - 2000-01: 1a Regional (11è) - 2001-02: 1a Regional (2n) - 2002-03: Reg. Preferent (14è) - 2003-04: Reg. Preferent (16è) - 2004-05: Reg. Preferent (20è) - 2005-06: 1a Regional (13è) - 2006-07: 1a Regional (1r) | - 2007-08: Reg. Preferent (11è) - 2008-09: Reg. Preferent (4t) - 2009-10: 3a Divisió (18º) - 2010-11: Reg. Preferent (8è) - 2011-12: Reg. Preferent (12è) - 2012-13: Reg. Preferent (5è) - 2013-14: Reg. Preferent (5è) - 2014-15: Reg. Preferent (19è) - 2015-16: 1a Regional (1r) - 2016-17: Reg. Preferent (18è) - 2017-18: Reg. Preferent (18è) - 2018-19: 1a Regional (6è) - 2019-20: 1a Regional (6è) - 2020-21: 1a Regional |

 - Ascens 

 - Descens

## Dades del Club

### Temporades
- Temporades en Tercera divisió (1): 2009-10
- Temporades en Regional Preferent (17): 1985-86, 1994-95, 1995-96, 1998-99, 1999-00, 2002-03 a 2004-05, 2007-08, 2008-09, 2010-11 a 2014-15, 2016-17 i 2017-18
- Temporades en Primera Regional (30): 1968-69 a 1972-73, 1978-79 a 1984-85, 1986-87 a 1993-94, 1996-97, 1997-98, 2000-01, 2001-02, 2005-06, 2006-07, 2015-16, 2018-19, 2019-20 i 2020-21
- Temporades en Segunda Regional (7): 1966-67, 1967-68, 1973-74 a 1977-78
- Millor classificació a la lliga: 18è (Tercera divisió, temporada 2009-10)

## Jugadors i cos tècnic
La plantilla i cos tècnic del primer equip per a la temporada 2017-18 són els següents:
| N. | Pos. | Nac. | Jugador            |
| -- | ---- | --- | ------------------ |
| —  | POR  | [[Fitxer:Flag of the Balearic Islands.svg\|23x15px\|border \|alt=Illes Balears\|link=Selecció de futbol de les Illes Balears\|{{#if:\|]] | Juan F. Lara       |
| —  | POR  | [[Fitxer:Flag of the Balearic Islands.svg\|23x15px\|border \|alt=Illes Balears\|link=Selecció de futbol de les Illes Balears\|{{#if:\|]] | Pablo Palomo       |
| —  | DEF  | [[Fitxer:Flag of the Balearic Islands.svg\|23x15px\|border \|alt=Illes Balears\|link=Selecció de futbol de les Illes Balears\|{{#if:\|]] | Alejandro Cortiñas |
| —  | DEF  | [[Fitxer:Flag of the Balearic Islands.svg\|23x15px\|border \|alt=Illes Balears\|link=Selecció de futbol de les Illes Balears\|{{#if:\|]] | Manuel Domínguez   |
| —  | DEF  | [[Fitxer:Flag of the Balearic Islands.svg\|23x15px\|border \|alt=Illes Balears\|link=Selecció de futbol de les Illes Balears\|{{#if:\|]] | Tomás García       |
| —  | DEF  | [[Fitxer:Flag of the Balearic Islands.svg\|23x15px\|border \|alt=Illes Balears\|link=Selecció de futbol de les Illes Balears\|{{#if:\|]] | Luis F. Ibarcena   |
| —  | DEF  | [[Fitxer:Flag of the Balearic Islands.svg\|23x15px\|border \|alt=Illes Balears\|link=Selecció de futbol de les Illes Balears\|{{#if:\|]] | David Moreno       |
| —  | DEF  | [[Fitxer:Flag of the Balearic Islands.svg\|23x15px\|border \|alt=Illes Balears\|link=Selecció de futbol de les Illes Balears\|{{#if:\|]] | Jaime M. Moyer     |
| —  | DEF  | [[Fitxer:Flag of the Balearic Islands.svg\|23x15px\|border \|alt=Illes Balears\|link=Selecció de futbol de les Illes Balears\|{{#if:\|]] | Adrián Pérez       |
| —  | MIG  | [[Fitxer:Flag of the Balearic Islands.svg\|23x15px\|border \|alt=Illes Balears\|link=Selecció de futbol de les Illes Balears\|{{#if:\|]] | Miquel Cañellas    |
| —  | MIG  | [[Fitxer:Flag of the Balearic Islands.svg\|23x15px\|border \|alt=Illes Balears\|link=Selecció de futbol de les Illes Balears\|{{#if:\|]] | Manuel Domínguez   |
| —  | MIG  | [[Fitxer:Flag of the Balearic Islands.svg\|23x15px\|border \|alt=Illes Balears\|link=Selecció de futbol de les Illes Balears\|{{#if:\|]] | Maykol S. Gómez    |
| —  | MIG  | [[Fitxer:Flag of the Balearic Islands.svg\|23x15px\|border \|alt=Illes Balears\|link=Selecció de futbol de les Illes Balears\|{{#if:\|]] | Raúl Marín         |

| N. | Pos. | Nac. | Jugador                |
| -- | ---- | --- | ---------------------- |
| —  | MIG  | [[Fitxer:Flag of the Balearic Islands.svg\|23x15px\|border \|alt=Illes Balears\|link=Selecció de futbol de les Illes Balears\|{{#if:\|]] | Adrià Plomer           |
| —  | MIG  | [[Fitxer:Flag of the Balearic Islands.svg\|23x15px\|border \|alt=Illes Balears\|link=Selecció de futbol de les Illes Balears\|{{#if:\|]] | Eloy Rodríguez         |
| —  | MIG  | [[Fitxer:Flag of the Balearic Islands.svg\|23x15px\|border \|alt=Illes Balears\|link=Selecció de futbol de les Illes Balears\|{{#if:\|]] | David Sánchez          |
| —  | DAV  | [[Fitxer:Flag of the Balearic Islands.svg\|23x15px\|border \|alt=Illes Balears\|link=Selecció de futbol de les Illes Balears\|{{#if:\|]] | Raúl Marín             |
| —  | DAV  | [[Fitxer:Flag of England.svg\|23x15px\|border \|alt=Anglaterra\|link=Selecció de futbol d'Anglaterra\|{{#if:\|]]                         | Lee Richardson         |
| —  | DAV  | [[Fitxer:Flag of the Balearic Islands.svg\|23x15px\|border \|alt=Illes Balears\|link=Selecció de futbol de les Illes Balears\|{{#if:\|]] | Alberto Server         |
| —  | DAV  | [[Fitxer:Flag of the Balearic Islands.svg\|23x15px\|border \|alt=Illes Balears\|link=Selecció de futbol de les Illes Balears\|{{#if:\|]] | Andrés H. Valiente     |
| —  |      | [[Fitxer:Flag of the Balearic Islands.svg\|23x15px\|border \|alt=Illes Balears\|link=Selecció de futbol de les Illes Balears\|{{#if:\|]] | Jorge A. Fernández     |
| —  |      | [[Fitxer:Flag of the Balearic Islands.svg\|23x15px\|border \|alt=Illes Balears\|link=Selecció de futbol de les Illes Balears\|{{#if:\|]] | Francisco M. García    |
| —  |      | [[Fitxer:Flag of the Balearic Islands.svg\|23x15px\|border \|alt=Illes Balears\|link=Selecció de futbol de les Illes Balears\|{{#if:\|]] | José C. Martínez       |
| —  |      | [[Fitxer:Flag of the Balearic Islands.svg\|23x15px\|border \|alt=Illes Balears\|link=Selecció de futbol de les Illes Balears\|{{#if:\|]] | Washington E. Mosquera |
| —  |      | [[Fitxer:Flag of the Balearic Islands.svg\|23x15px\|border \|alt=Illes Balears\|link=Selecció de futbol de les Illes Balears\|{{#if:\|]] | Matías E. Ristagno     |

### Cos tècnic
- Entrenador:  Claudio Fernández Pagán
- Segon entrenador:  Josep A. Marí Covas
- Delegat d'equip:  Gabriel Garau Esteva
- Delegat de camp:  Florencio Martín Montero

## Palmarès

### Tornejos regionals
- Primera regional (2): 2006-07, 2015-16
- Subcampió Primera Regional (2): 1997-98, 2001-02

## Futbol femení
La SCD Independent té una secció de futbol femení que ha competit de manera ininterrompuda des de la seva creació la temporada 1999-2000 fins avui dia. És un dels clubs més veterans de la competició a Mallorca, creat la temporada 1996-97. Actualment compit en la Liga Autonòmica balear, tercer nivell del futbol femení espanyol.

## Futbol base
El club manté un total de nou equips en col·laboració amb el seu club filial, l'Atlètic Camp Redó Independent. En els últims anys el nombre d'equips s'havia reduït a la meïtat a causa de l'estat en què es trobava el camp de l'Antoniana, encara de terra fins a mitjans de 2017 i en pèssimes condicions.